# Rothschildia tucumani
Rothschildia tucumani är en fjärilsart som beskrevs av Paul Dognin 1901. Rothschildia tucumani ingår i släktet Rothschildia och familjen påfågelsspinnare. Inga underarter finns listade.